# Bleptina ceruleosparsa
Bleptina ceruleosparsa là một loài bướm đêm trong họ Noctuidae.